# Marpol
MARPOL (acronyme de l'anglais MARine POLlution : pollution marine), de son nom complet Convention internationale pour la prévention de la pollution par les navires, est un traité international concernant de la pollution marine par les navires, élaborée par l'OMI (Organisation maritime internationale) en 1973 et 1978 (avec des annexes plus tardives), et qui porte sur tout type de pollution marine causée par les navires (le pétrole, les liquides et solides toxiques, les déchets, les gaz d'échappement, etc.), qu'elle soit accidentelle ou fonctionnelle, volontaire ou involontaire.

## Histoire
La Convention OILPOL de 1954 (International Convention for the Prevention of Pollution of the Sea by Oil) ne suffisant visiblement pas, des naufrages successifs ont poussé la communauté internationale à réagir.
De là est née la Convention internationale pour la prévention de la pollution par les navires du 2 novembre 1973 complétée par le protocole de 1978, dite MARPOL, ou MARPOL 73/78, et ses deux amendements.
1) sur l’envoi de rapports sur les événements entraînant ou pouvant entraîner le rejet de substances nuisibles (voté le 5 décembre 1985 en vigueur à partir du 6 avril 1987),
2) relatif à l’envoi de rapports sur les événements entraînant ou pouvant entraîner le rejet de substances nuisibles.

## Description
- Annexe I  		Règles pour la prévention de la pollution par hydrocarbures (entrée en application le 2 octobre 1983).
- Annexe II 		Règles pour le contrôle de la pollution par des substances liquides nocives.
- Annexe III 		Prévention de la pollution par des substances toxiques transportées par mer sous forme de colis.
- Annexe IV 		Prévention de la pollution par les eaux usées des navires.
- Annexe V 		Prévention de la pollution par les ordures des navires.
- Annexe VI 		Prévention de la pollution de l'air par les navires. (Votée le 26 septembre 1997, en vigueur au 15 octobre 2005 au plus tard)

### Marpol Annexe I
MARPOL annexe 1 est entrée en vigueur le 2 octobre 1983. Elle permet la régulation des rejets d'hydrocarbures dans l'environnement marin. Elle comporte des critères prescrits dans l'amendement de 1954 de l'International Convention for the Protection of the Sea (OILPOL 54).
Il y est spécifié que la conception des pétroliers doit minimiser le rejet d'hydrocarbures dans l'océan pendant les opérations sur la cargaison ainsi qu'en cas d'accident.
MARPOL fait la différence entre une pollution opérationnelle, qui nécessite la mise en place de procédures, et une pollution accidentelle, qui exige la mise en place de mesures structurelles sur les navires.
MARPOL instaure la mise en place de zones spéciales (special areas) où le déchargement de résidus d'hydrocarbures est interdit sauf sous certaines conditions, en fonction du département pont (réglementation 18-36) ou machine (réglementation 12-17). Elle instaure aussi la mise en place du système de Oil Discharging Monitoring System (ODME).
La première moitié de l'annexe 1 MARPOL traite du déchargement par le service machine d'eau polluée par hydrocarbures. Plusieurs technologies ainsi que des équipements ont été développés pour prévenir le déchargement d'hydrocarbures, tel que le séparateur à eaux mazouteuses, appareil de mesure de la teneur en hydrocarbures de l'effluent, ainsi que la création d'installations de réception portuaire.
La seconde partie de l'annexe 1 MARPOL traite du déchargement par le service pont d'eau polluée. On y trouve l'incorporation du Ship Oil Pollution Emergency Plan, d'un Oil Discharge Monitoring System (ODME) à bord des navires, couplé à des slop tanks.
Le registre des hydrocarbures (Oil Record Book) est une autre partie intégrante de l'Annexe 1 MARPOL. Il permet aux officiers d'enregistrer et de garder une trace des opérations de transfert interne ainsi que les opérations Cargo/Ballast.
Pour finir l'annexe 1 MARPOL impose des mesures structurelles aux navires telles que la réduction et la position des cales à bord[pas clair]. De plus, la règle 19 du chapitre IV introduit les principes de base sur la conception des pétroliers par l'Oil Pollution Act 1990 (OPA 90).

## Parties
- Cent soixante-et-un (161) pays ont ratifié la convention :

Algérie, Allemagne, Angola, Antigua-et-Barbuda, Argentine, Australie, Azerbaïdjan, Autriche, Bahamas, Bangladesh, Barbade, Biélorussie, Belgique, Belize, Bénin, Birmanie, Bolivie, Brésil, Brunei, Bulgarie, Cambodge, Canada, Cap-Vert, Chili, Chine, Colombie, Comores, Congo, Corée du Nord, Côte d'Ivoire, Croatie, Cuba, Chypre, République tchèque, Danemark, Djibouti, Dominique, République dominicaine, Équateur, Égypte, Espagne, Guinée équatoriale, Estonie, Finlande, France, Gabon, Gambie, Géorgie, Ghana, Grèce, Guatemala, Guinée, Guyana, Honduras, Hongrie, Islande, Inde, Indonésie, Iran, Irlande, Israël, Italie, Jamaïque, Japon, Kazakhstan, Kenya, Corée du Sud, Lettonie, Liban, Liberia, Libye, Lituanie, Luxembourg, Madagascar, Malawi, Malaisie, Malte, Îles Marshall, Mauritanie, Maurice, Mexique, Moldavie, Monaco, Mongolie, Maroc, Mozambique, Namibie, Pays-Bas, Nouvelle-Zélande, Nicaragua, Nigeria, Norvège, Oman, Pakistan, Panama, Papouasie-Nouvelle-Guinée, Pérou, Philippines, Pologne, Portugal, Roumanie, Royaume-Uni, Russie, Saint-Christophe-et-Niévès, Sainte-Lucie, Saint-Vincent-et-les-Grenadines, Samoa, Sao Tomé-et-Principe, Sénégal, Serbie et Monténégro, Seychelles, Sierra Leone, Singapour, Slovaquie, Slovénie, Îles Salomon, Afrique du Sud, Sri Lanka, Suriname, Suède, Suisse, Syrie, Togo, Tonga, Trinité-et-Tobago, Tunisie, Turquie, Tuvalu, Ukraine, États-Unis, Uruguay, Vanuatu, Venezuela, Viêt Nam.
- En février 2025, 161 pays faisaient partie de la Convention MARPOL, ce qui représentait 98,89 % du tonnage mondial du transport maritime.

## Zones spéciales
Les zones spéciales selon MARPOL 73/78 sont des mers ou zones de mer dans lesquelles l'adoption de mesures visant à limiter la pollution maritime est obligatoire comme défini dans les annexes I et V de la convention internationale MARPOL 73/78.
Ces zones spéciales sont au nombre de 10 et ont été choisies par l'OMI (Organisation maritime internationale) en fonction de leur taux de fréquentation, de critères géographiques et économiques et ce, dans un but de les préserver un maximum :
- Mer Méditerranée
- Mer Baltique
- Mer Noire
- Mer du Nord
- Mer Rouge
- Zone Antarctique (latitude de plus de 60° Sud)
- Caraïbes (Golfe du Mexique et mer des Caraïbes)
- Golfe Persique
- Golfe d'Aden
- Golfe d'Oman

Selon l’annexe I de la convention MARPOL 73/78, il est formellement interdit pour tout pétrolier de décharger la moindre quantité d’hydrocarbure provenant de ses cuves dans les zones spéciales ainsi qu’à moins de 50 milles des côtes les plus proches.
Selon l’annexe V de la convention MARPOL 73/78, aucun déchet, de quelque nature que ce soit, ne peut être jeté par-dessus bord dans les zones spéciales à l’exception des déchets alimentaires et ce, seulement si le navire se trouve au minimum à 12 milles des côtes les plus proches. Dans la mer des Caraïbes, cette distance minimum est revue à 3 milles si ces déchets alimentaires ont préalablement été broyés et passés à travers un tamis dont les mailles n'excèdent pas 25 mm.